# Igor Grosu
Igor Grosu (n. 30 noiembrie 1972, Andrușul de Sus, raionul Cahul, RSS Moldovenească, URSS) este un politician moldovean și membru al Parlamentului Republicii Moldova din martie 2019, fiind Președintele Parlamentului Republicii Moldova din 29 iulie 2021. Începând cu 15 mai 2022 este și președintele Partidului Acțiune și Solidaritate (PAS).

## Biografie
Licențiat în istorie, Igor Grosu a fost mai mulți ani expert în cadrul unor proiecte, ca ulterior să devină viceministru al Educației în perioada în care instituția era condusă de Maia Sandu. În august 2015 premierul Valeriu Streleț îl eliberează din funcție, „în baza cererii de demisie”, iar câteva zile mai târziu îl numește consilier principal de stat al Prim-ministrului în domeniul științei, educației, ocrotirii sănătății și protecției sociale, funcție în care rezistă câteva luni, când este eliberat de premierul interimar Gheorghe Brega.
Ulterior, Grosu s-a alăturat fostei sale șefe de la Educație, Maia Sandu, fiind unul dintre fondatorii Partidului Acțiune și Solidaritate (PAS) și devenind secretarul general al noii formațiuni de pe arena politică a Republicii Moldova.
La scrutinul parlamentar din februarie 2019, Grosu a candidat din partea Blocului electoral ACUM pe circumscripția nr. 20 - Strășeni, format de PAS și Platforma Demnitate și Adevăr, dar a fost surclasat de democratul Pavel Filip, premierul în exercițiu la acel moment. Cu toate acestea, Grosu a reușit să acceadă în Parlament pe lista națională a blocului ACUM, în care a fost inclus pe poziția a patra.
Grosu se numără și printre fondatorii unor organizații neguvernamentale: Amnesty International Moldova, Centrul național de asistență și informare a ONG-urilor din Moldova “CONTACT”, Asociația Pro-Democrație, Consiliul Național al Tineretului din Moldova și Centrul de analiză și evaluare a reformelor.

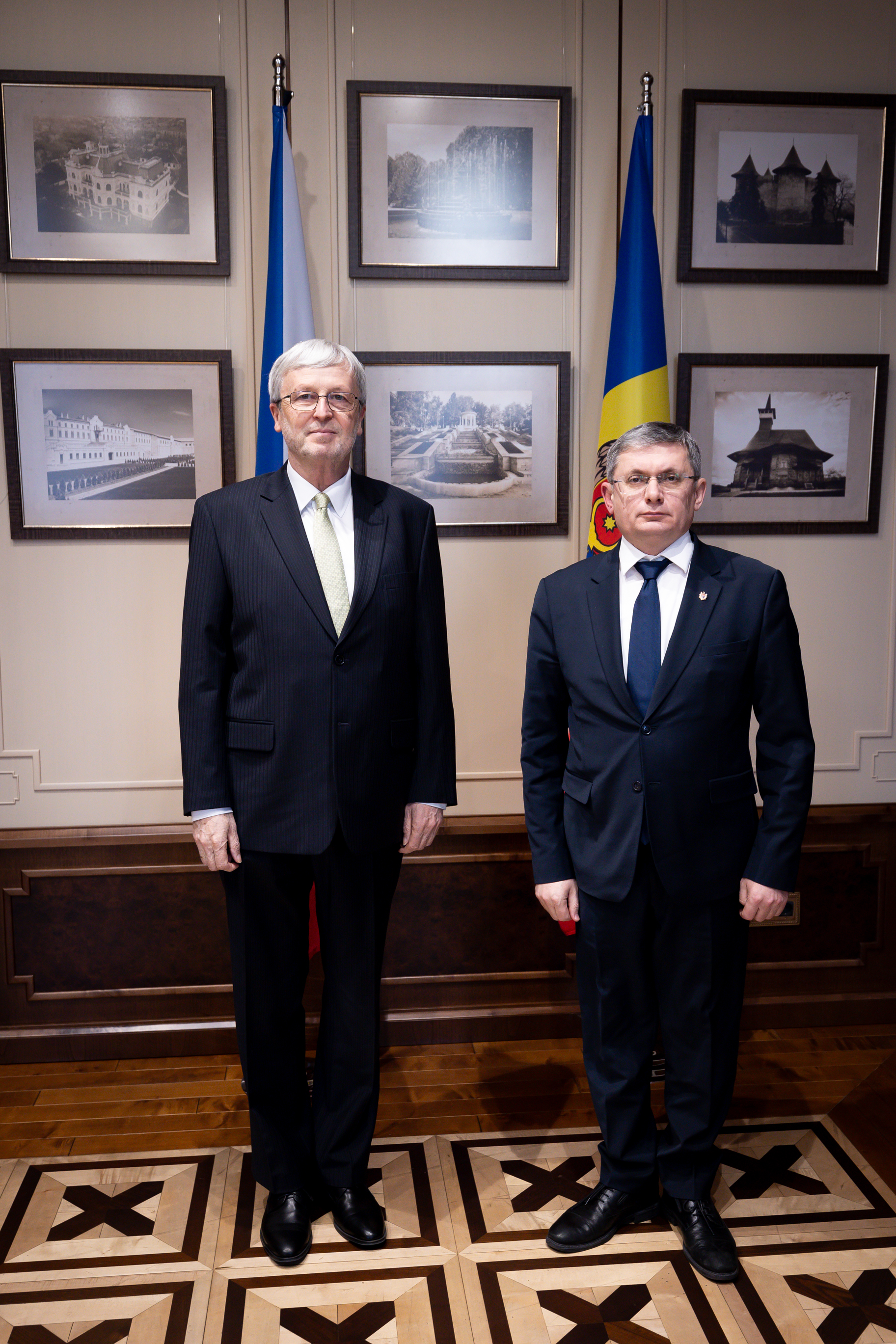
13 februarie 2025 - Întrevederea Președintelui Parlamentului, Igor Grosu, cu ambasadorul Republicii Cehe în Republica Moldova, Jaromír Plíšek (stânga)

După ce Maia Sandu a demisionat la 10 decembrie 2020 din funcția de lideră și membră de partid a PAS, Igor Grosu a devenit președintele interimar al Partidului Acțiune și Solidaritate. El a fost desemnat în 16 martie 2021 la funcția de prim-ministru al Republicii Moldova, fiind a doua propunere respinsă de Parlament, astfel ajungându-se la declanșarea alegerilor anticipate. Acesta a condus campania electorală la alegerile parlamentare anticipate din 11 iulie 2021, PAS obținând cel mai mare rezultat al unui concurent electoral din istoria Republicii Moldova, 52,80% din votul popular, traduse prin 63 de mandate (din 101) în Parlamentul Republicii Moldova. La data de 29 iulie 2021, Igor Grosu a fost votat de către 64 de deputați PAS și Partidul Șor, în funcția de Președinte al Parlamentului Republicii Moldova, acesta devenind primul om în statul Republica Moldova, ținând cont că Republica Moldova are un statut parlamentar reglementat de Constituție.